# 星空ギター
「星空ギター」（ほしぞらギター）は、山崎まさよし通算30枚目のシングル。2012年11月28日発売。制作はNAYUTAWAVE RECORDS、発売・販売元はユニバーサルミュージック合同会社。

## 解説
CDシングルのパッケージとしては、「アフロディーテ」（2012年8月1日発売、UPCH-80280）より約4ヶ月ぶりのシングル盤である。山崎まさよしにとって2012年3枚目のシングルであり、同一年中に3枚のシングルを発表したのは、ライブ・シングル盤や再発盤を除くと2003年以来である。ただし、2003年の3枚目「僕と不良と校庭で」はスタジオ・アルバム『アトリエ』（2003年6月25日発売、UPCH-1268）からのリカット・シングルであったので、すべてのシングルA面楽曲が新曲となるのは1997年以来、15年ぶりである。
2012年8月4日と5日の2日間に渡り横浜赤レンガパークで開催された野外ライブ「Augusta Camp 2012」における、両日の歌唱映像が収められたDVD-Video付の初回限定盤（UPCH-89130）と、CD-DAのみの通常盤（UPCH-80297）が発売された。DVD-Video付の初回限定盤が製作されたのは、前述の2012年第1弾シングル「太陽の約束」（UPCH-89113）以来である。また、シングル・アルバムを含めたこれまでの全特典DVDにおいて、本作の映像収録時間は最長となった。初回盤・通常盤ともに異なるディスクジャケット写真が採用されている。
発売当時の生産分にはパッケージフィルムにタイアップ情報やDVD収録内容を記載したシールが貼られた他、「YAMAZAKI MASAYOSHI TOUR 2012-2013 "SEED FOLKS"」を告知したフライヤーが封入された。発売日当日には、発売記念スペシャルイベントが開催されたほか、ファンクラブ経由にてユニバーサルミュージックの販売サイトで購入すると特典が付く、限定企画があった。

## 収録曲

### CD-DA
1. 星空ギター（4分22秒）
  - 作詞・作曲: 山崎将義
セイコー「LUKIA」コマーシャルソング。
公式サイトでは「『遠距離恋愛』をテーマにしたバラード」と紹介されている[4]一方、2013年2月18日行われた、山崎が上京前に実力を磨く場となったライブハウス「Boogie House」（山口県周南市）のファイナルライブでのラストナンバーとして本曲を歌う際に「マスター（Boogie Houseのマスターだったブルースシンガーの故・森永正志）のために書いた歌になりました」とも語っている[5]。
2. 太陽の約束（Acoustic Version）（4分19秒）
  - 作詞・作曲: 山崎将義
2012年発売のシングルA面楽曲の別バージョン。
3. アフロディーテ（Noche Caliente Mix）（5分41秒）
  - 作詞・作曲: 山崎将義
2012年発売のシングルA面楽曲のリミックスバージョン。

### DVD-Video
- Office Augusta 20th Anniversary Augusta Camp 2012 in YOKOHAMA

2012.8.4
1. アフロディーテ
2. アレルギーの特効薬
3. 審判の日
4. セロリ
5. 長男〜パンを焼く
6. 晴男

2012.8.5
1. アフロディーテ
2. アレルギーの特効薬
3. 審判の日
4. HOBO Walking
5. 長男〜パンを焼く
6. One more time, One more chance